# Taïwan Beer

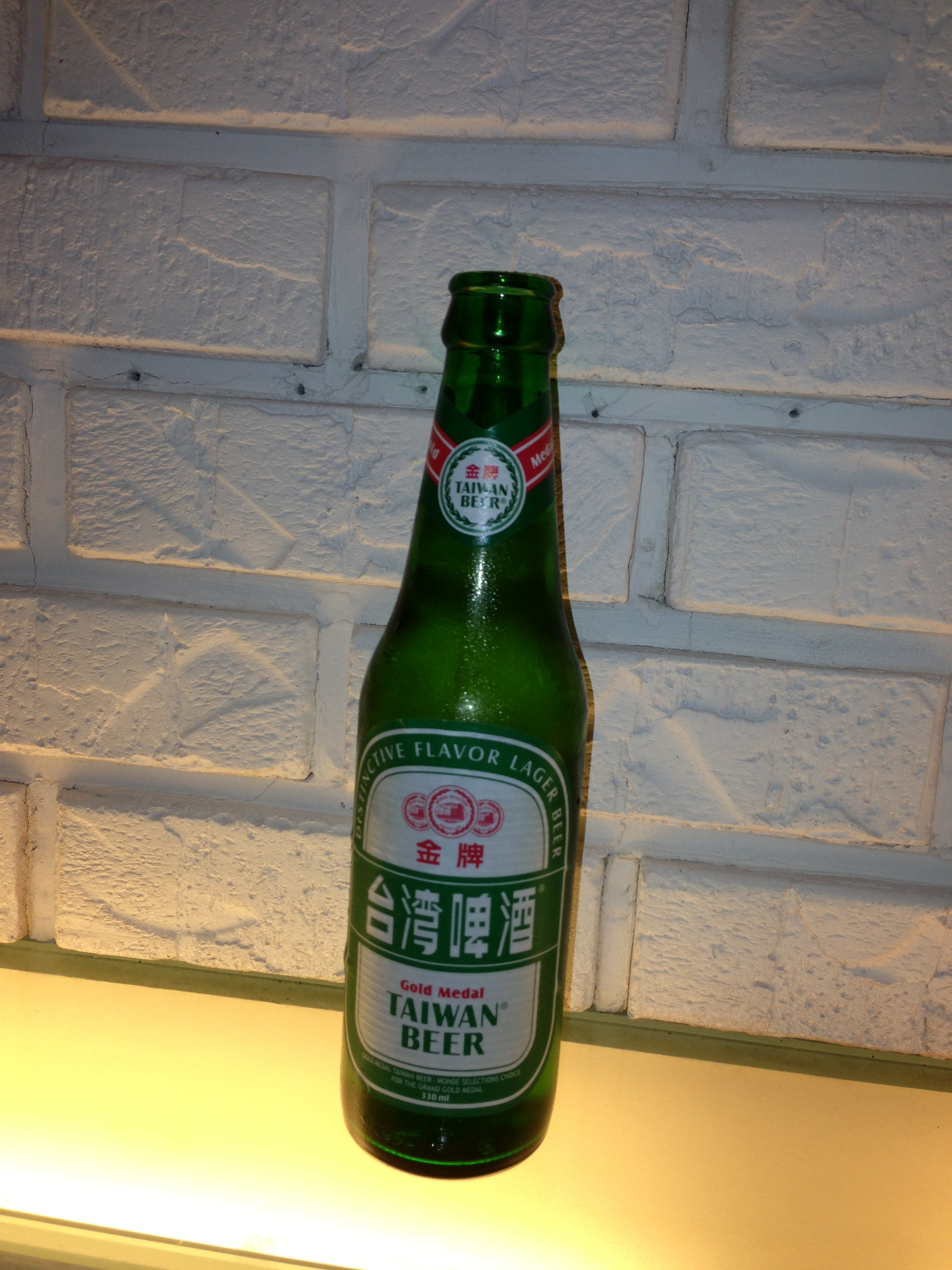
Bouteille de Taïwan Beer

La Taïwan Beer (chinois : 台灣啤酒 ou 台湾啤酒 ; pinyin : Táiwān Píjǐu) est la première bière brassée sur l'île de Taïwan, et aujourd'hui la seule marque de bière notable. Cette bière est disponible à l'export de façon confidentielle jusqu'en 2008. Puis en décembre de cette année la brasserie obtient une licence d'exportation vers la Chine continentale.
Fondée à Taipei en 1912 par les occupants Japonais sous le nom Brasserie Chien-Kuo, la brasserie prend différents noms au fur et à mesure que le statut de l’ile de Taïwan change pour finalement reprendre le nom initial.

## La Brasserie

### Histoire
La brasserie est fondée sur Bade Road, à Taipei en 1912. Elle est nommée Chien-Kuo, qui signifie "Grand Pays". Ce nom pourrait venir de la grande taille de la première bouteille, 600 mL.
Sa production débute sur deux lignes de conditionnement d'une capacité de 1,5 million de bouteilles (9 000 hectolitres) par an et dépasse rapidement 600 000 hL. Depuis 1915 et de façon récurrente, une partie importante du matériel est acheté en Allemagne, notamment des cuves de cuivre à col de cygne, ainsi que des ferments et un transfert technologique.
En 1945, au moment de la rétrocession japonaise, la brasserie est placée sous le contrôle des autorités chargée du tabac et de l'alcool, la Taiwan Tobacco and Liquor Corporation (TTL). Elle est nommée Taipei Beer Company. Puis la brasserie déménage au sud de l'île, le nouveau site prend alors le nom Taipei Second Brewery. En 1975, elle est officiellement renommée Chienkuo Brewery.
En 1992, elle emploie 700 personnes. En juillet 2000, le site historique de la brasserie est classé moment historique par les autorités de Taipei. En 2013, la brasserie est présente sur trois sites : Taipei, District de Wuri (chinois : 烏日鄉) (Taichung) et Chen Kung (Tainan), ils produisent au total 2,4 millions d'hectolitres par an.

### Taiwan Tobacco and Liquor Corporation (TTL)

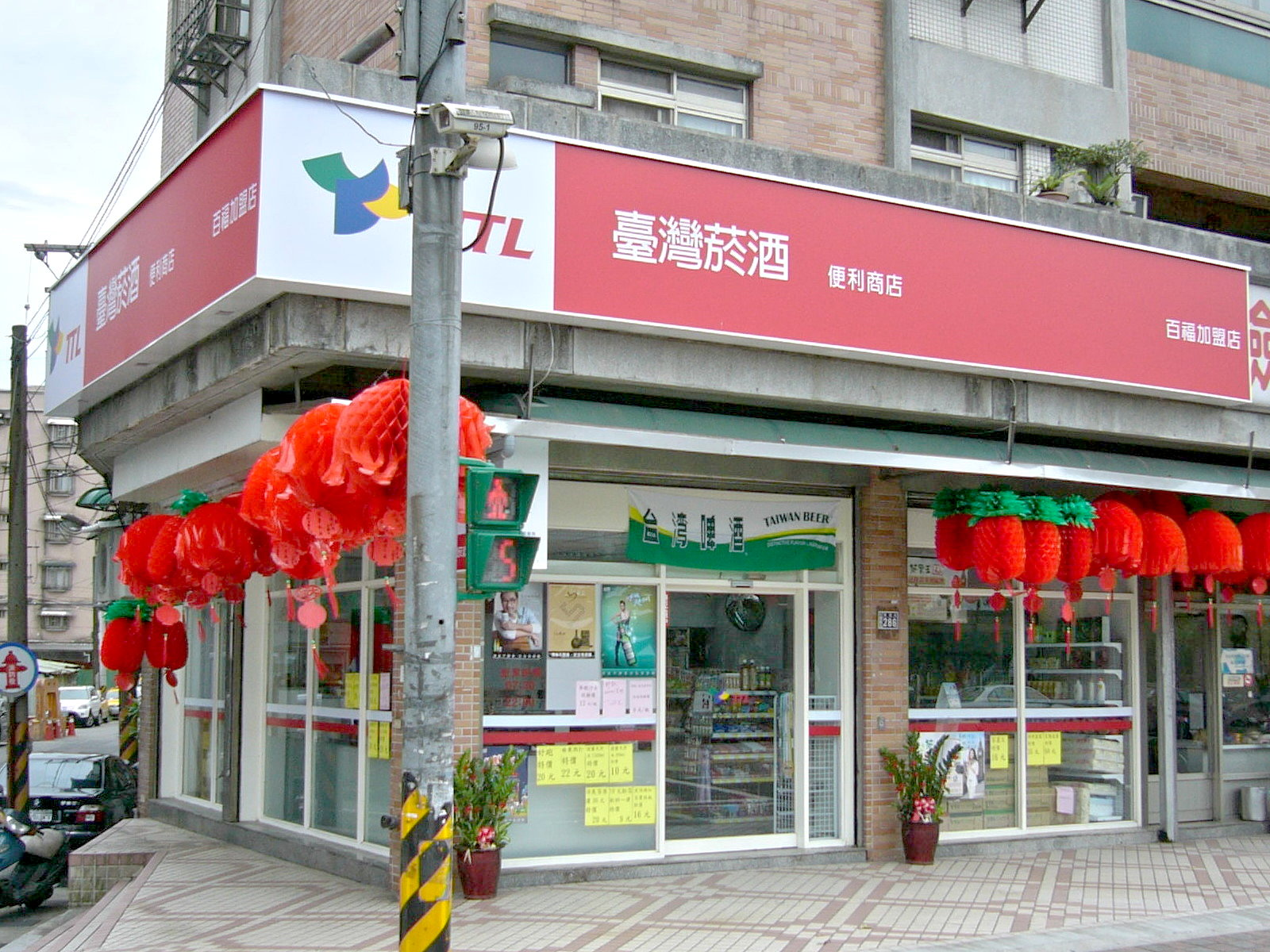
Franchise de magasin TTL à Chilung

TTL (chinois : 台灣菸酒公司) est l'entreprise d'État chargée de la production et de la distribution des cigarettes et de l'alcool à Taïwan.
Concernant l'alcool, outre la Taïwan Beer, elle produit des liqueurs d'herbes chinoises, des alcools proches du Saké japonais et des boissons spiritueuses. Son rôle s'élargit à l'opium, au sel, au camphre, et au parfum par l'entreprise japonaise Takasago. La TTL perd son monopole d’État en 2002, lors de l'entrée de Taïwan dans l'OMC mais demeure un acteur majeur du pays.
Elle sponsorise l'équipe des TTL golden dragons de la Super Basketball League.

## La bière

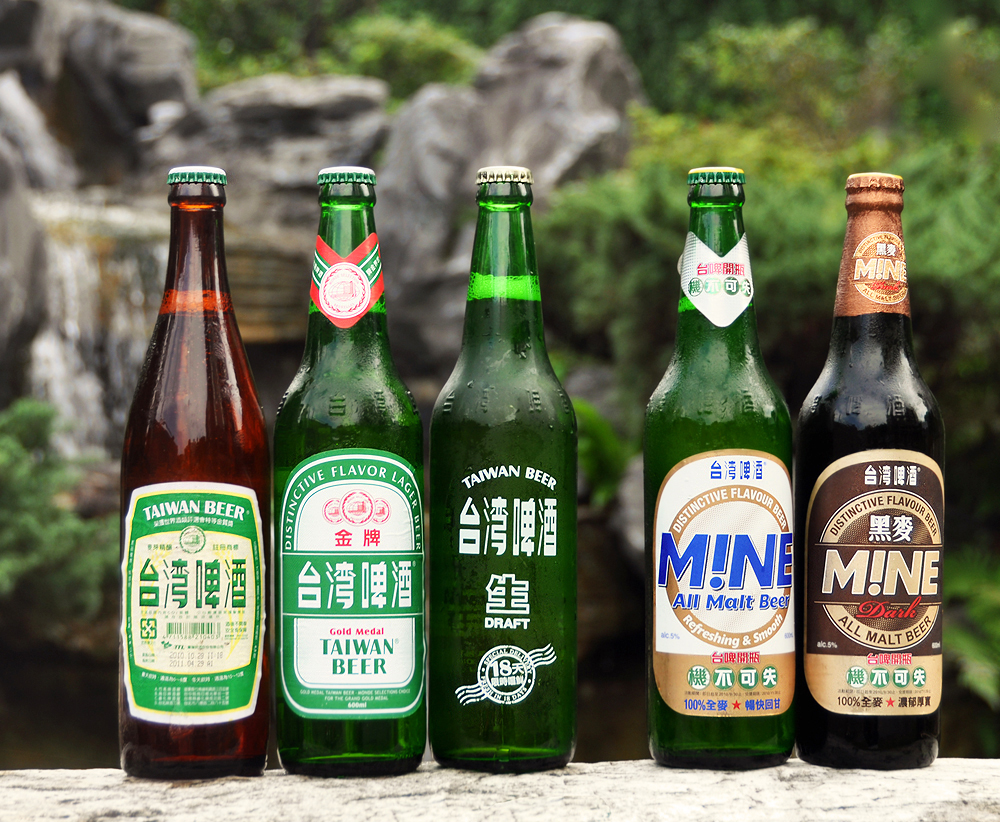
Déclinaisons de la Taïwan Beer

La Taïwan Beer est une bière lager ambrée. Elle est produite à partir de 80 % de malt et 20 % de riz, les sucres fermentés naturellement sans sirop de maïs ni dextrose. Le riz est du riz de Taïwan, dit riz Formosa. Il est incorporé pendant le processus de fermentation.
Plusieurs déclinaisons de la bière existent : trois lagers, deux bières de malt, et depuis 2012 quatre bières au fruit. D'abord mangue et ananas, puis raisin et orange, qui existent en formats de conditionnement variés, bouteilles ou boîtes.

## Récompenses
- 1997 : International Monde Selection
- 2002 : Brewing Industry International Awards